# Hieracium pallescens
Hieracium pallescens — вид рослин із родини айстрових (Asteraceae).

## Середовище проживання
Зростає у Європі (Албанія, Австрія, Словаччина, Франція, Німеччина, Італія, Польща, Румунія, Швейцарія, Україна, колишня Югославія).